# Vlucht naar de wouden
Vlucht naar de wouden is een hoorspelserie naar de roman Živni i pomni (1974) van Valentin Raspoetin.
De vertaling was van Anne Pries, de bewerking van Leon van der Sande. De KRO zond de serie uit vanaf vrijdag 12 november 1982. De regisseur was Johan Dronkers. Het spel bestond uit vijf delen met een lengte van 28 of 29 minuten.

## Rolbezetting
- Wim van den Brink
- Kees Broos
- Guus Hoes
- Nell Koppen
- Willem Nijholt
- Ger Smit
- Frans Somers
- Bert Stegeman
- Jes Vriens
- Joke van den Berg
- Brûni Heinke
- Joke Reitsma-Hagelen

## Inhoud
Tijd: de laatste maanden van de Tweede Wereldoorlog, op het ogenblik dat de Russen de Duitsers hebben overwonnen. Plaats: Atamanovka, een plaatsje ergens in Siberië. Andrei Guskov deserteert, keert terug naar zijn geboortedorp en maakt zijn aanwezigheid alleen kenbaar aan zijn vrouw Nastena. Die desertie heeft tragische gevolgen voor zijn familie, voornamelijk voor zijn zwangere en toegewijde vrouw.